# سان مارتينو سولا ماروتشينا
سان مارتينو سولا ماروتشينا (بالإيطالية: San Martino sulla Marrucina)‏ هي بلدية في مقاطعة كييتي في إقليم أبروتسو الإيطالي.

## السكان
في سنة 1861 بلغ عدد السكان 1٬390 نسمة، وتطور العدد ليصل في سنة 2011 لـ 960 نسمة.
يظهر هذا المخطط البياني تطور النمو السكاني لـ سان مارتينو سولا ماروتشينا